# Hold Me (Anouk & Douwe Bob)
"Hold Me" is een nummer van de Nederlandse singer-songwriters Anouk en Douwe Bob. Het nummer verscheen op de heruitgave van Anouks album Paradise and Back Again en op Douwe Bobs album Pass It On uit 2015. Op 16 januari van dat jaar werd het nummer uitgebracht als single.

## Achtergrond
"Hold Me" is geschreven door Anouk in samenwerking met Bart van Veen en geproduceerd door Anouk en Matthijs van Duijvenbode. Het nummer is uitgebracht op haar eigen platenlabel Goldilox, onderdeel van de Universal Music Group. Bij het schrijven van het nummer dacht Anouk direct dat het een duet met Douwe Bob moest worden. In een interview vertelde zij hierover: "Douwe Bob is degene met wie ik dit moet doen, hij heeft een prachtige stem." Douwe Bob voegde hieraan toe: "Het is toch geweldig dat Anouk me belde met de vraag of ik een duet met haar wilde zingen. Het is een heel charmant nummer geworden. [Ik] ben er trots op."
"Hold Me" werd op 16 januari 2015 uitgebracht op single. Op 9 februari van dat jaar verscheen het voor het eerst op een album als bonustrack op Anouks Paradise and Back Again. Op 15 mei verscheen het ook als het laatste nummer op Douwe Bobs album Pass It On. Het nummer behaalde de tweede plaats in de Single Top 100, terwijl in de Nederlandse Top 40 de tiende plaats werd behaald.

## Hitnoteringen

### Nederlandse Top 40
| Hitnotering: 24-01-2015 t/m 04-04-2015 | Hitnotering: 24-01-2015 t/m 04-04-2015 | Hitnotering: 24-01-2015 t/m 04-04-2015 | Hitnotering: 24-01-2015 t/m 04-04-2015 | Hitnotering: 24-01-2015 t/m 04-04-2015 | Hitnotering: 24-01-2015 t/m 04-04-2015 | Hitnotering: 24-01-2015 t/m 04-04-2015 | Hitnotering: 24-01-2015 t/m 04-04-2015 | Hitnotering: 24-01-2015 t/m 04-04-2015 | Hitnotering: 24-01-2015 t/m 04-04-2015 | Hitnotering: 24-01-2015 t/m 04-04-2015 | Hitnotering: 24-01-2015 t/m 04-04-2015 | Hitnotering: 24-01-2015 t/m 04-04-2015 |
| Week                                   | 1                                      | 2                                      | 3                                      | 4                                      | 5                                      | 6                                      | 7                                      | 8                                      | 9                                      | 10                                     | 11                                     |                                        |
| -------------------------------------- | -------------------------------------- | -------------------------------------- | -------------------------------------- | -------------------------------------- | -------------------------------------- | -------------------------------------- | -------------------------------------- | -------------------------------------- | -------------------------------------- | -------------------------------------- | -------------------------------------- | -------------------------------------- |
| Positie                                | 38                                     | 19                                     | 15                                     | 12                                     | 10                                     | 15                                     | 21                                     | 24                                     | 28                                     | 37                                     | 39                                     | uit                                    |

### Single Top 100
| Hitnotering: 24-01-2015 t/m 06-06-2015 | Hitnotering: 24-01-2015 t/m 06-06-2015 | Hitnotering: 24-01-2015 t/m 06-06-2015 | Hitnotering: 24-01-2015 t/m 06-06-2015 | Hitnotering: 24-01-2015 t/m 06-06-2015 | Hitnotering: 24-01-2015 t/m 06-06-2015 | Hitnotering: 24-01-2015 t/m 06-06-2015 | Hitnotering: 24-01-2015 t/m 06-06-2015 | Hitnotering: 24-01-2015 t/m 06-06-2015 | Hitnotering: 24-01-2015 t/m 06-06-2015 | Hitnotering: 24-01-2015 t/m 06-06-2015 | Hitnotering: 24-01-2015 t/m 06-06-2015 | Hitnotering: 24-01-2015 t/m 06-06-2015 | Hitnotering: 24-01-2015 t/m 06-06-2015 | Hitnotering: 24-01-2015 t/m 06-06-2015 | Hitnotering: 24-01-2015 t/m 06-06-2015 | Hitnotering: 24-01-2015 t/m 06-06-2015 | Hitnotering: 24-01-2015 t/m 06-06-2015 | Hitnotering: 24-01-2015 t/m 06-06-2015 | Hitnotering: 24-01-2015 t/m 06-06-2015 | Hitnotering: 24-01-2015 t/m 06-06-2015 | Hitnotering: 24-01-2015 t/m 06-06-2015 |
| Week                                   | 1                                      | 2                                      | 3                                      | 4                                      | 5                                      | 6                                      | 7                                      | 8                                      | 9                                      | 10                                     | 11                                     | 12                                     | 13                                     | 14                                     | 15                                     | 16                                     | 17                                     | 18                                     | 19                                     | 20                                     |                                        |
| -------------------------------------- | -------------------------------------- | -------------------------------------- | -------------------------------------- | -------------------------------------- | -------------------------------------- | -------------------------------------- | -------------------------------------- | -------------------------------------- | -------------------------------------- | -------------------------------------- | -------------------------------------- | -------------------------------------- | -------------------------------------- | -------------------------------------- | -------------------------------------- | -------------------------------------- | -------------------------------------- | -------------------------------------- | -------------------------------------- | -------------------------------------- | -------------------------------------- |
| Positie                                | 2                                      | 10                                     | 16                                     | 14                                     | 19                                     | 24                                     | 25                                     | 30                                     | 32                                     | 31                                     | 41                                     | 46                                     | 55                                     | 68                                     | 83                                     | 93                                     | 94                                     | 79                                     | 94                                     | 99                                     | uit                                    |

### NPO Radio 2 Top 2000
| Nummer met noteringen in de NPO Radio 2 Top 2000 | '16  | '17  | '18  | '19  | '20  | '21  | '22 | '23  | '24  |
| ------------------------------------------------ | ---- | ---- | ---- | ---- | ---- | ---- | --- | ---- | ---- |
| Hold Me                                          | 1128 | 1269 | 1236 | 1336 | 1288 | 1647 | -   | 1765 | 1946 |

1. ↑  Een '-' betekent dat het nummer niet was genoteerd en een vetgedrukt getal geeft de hoogste notering aan.
2. ↑  2016 was het eerste jaar met een notering voor dit nummer.